# Teolocholco (kommun)
Teolocholco är en kommun i Mexiko.   Den ligger i delstaten Tlaxcala, i den sydöstra delen av landet, 110 km öster om huvudstaden Mexico City.
Följande samhällen finns i Teolocholco:
- Teolocholco
- El Carmen Aztama
- Cuaxinca